# Vladislav Bezborodov
Vladislav Jur'evič Bezborodov (in russo Владислав Юрьевич Безбородов?; Leningrado, 15 gennaio 1973) è un arbitro di calcio russo.

## Carriera
Dopo un passato da calciatore, Bezborodov decide di intraprendere la carriera arbitrale ed approda nella massima serie russa nel 2007. Da allora ad oggi, in quattro campionati di permanenza, ha già diretto oltre 50 partite.
È nominato internazionale il 1º gennaio del 2009.  Nello stesso anno viene immediatamente convocato dall'UEFA in una manifestazione importante: nel maggio dirige due partite della fase a gironi e la finale del Campionato europei di calcio Under 17, in programma in Germania.
Nel marzo 2010 fa il suo esordio in una gara tra nazionali maggiori, dirigendo nell'occasione un'amichevole tra Moldavia e Kazakistan. Pochi mesi dopo, nel luglio dello stesso anno, è nuovamente convocato dall'UEFA, per gli Europei Under 19 in programma in Francia. Dirige due partite della fase a gironi e una delle due semifinali.
Nella seconda metà del 2010, dopo due apparizioni in Europa League, fa anche il suo esordio nella fase a gironi della Champions, dirigendo un match tra Olympique de Marseille e Chelsea.